# Hydroporus bergmani
Hydroporus bergmani är en skalbaggsart som beskrevs av Nilsson 1995. Hydroporus bergmani ingår i släktet Hydroporus och familjen dykare. Inga underarter finns listade i Catalogue of Life.